# Triteleia fuscicorpus
Triteleia fuscicorpus är en stekelart som först beskrevs av Alan Parkhurst Dodd 1916.  Triteleia fuscicorpus ingår i släktet Triteleia och familjen Scelionidae. Inga underarter finns listade i Catalogue of Life.